# Der Handschuh

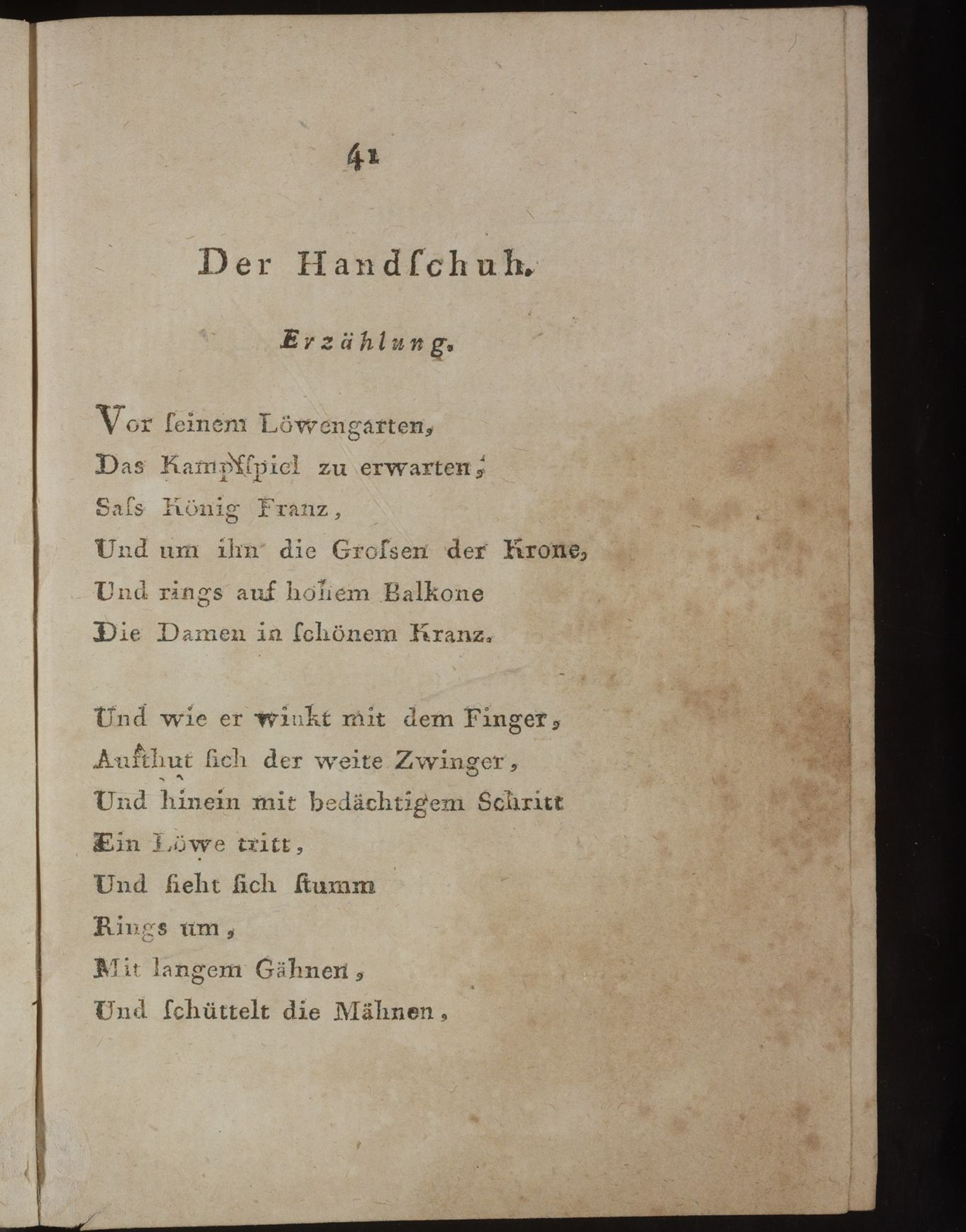
Musen-Almanach 1798

Der Handschuh ist eine der bekanntesten Balladen Friedrich Schillers aus dem Jahr 1797, dem Jahr des freundschaftlichen Wettstreits um die besseren Balladen mit Johann Wolfgang von Goethe. Sie wurde erstmals in dem von Schiller herausgegebenen Musen-Almanach für das Jahr 1798 veröffentlicht.

## Inhalt
Das achtstrophige Gedicht, das der Musen-Almanach wegen seines leichteren Tones nicht Ballade, sondern Erzählung nennt, handelt vom Missbrauch einer Liebe.
König Franz sitzt mit seinem Gefolge auf dem Balkon des Löwengartens, um einen Tierkampf zu sehen. Ein Löwe betritt die Arena, ein Tiger, zwei Leoparden. Daraufhin lässt Fräulein Kunigunde ihren Handschuh zwischen die Raubkatzen fallen und fordert den Ritter Delorges, welcher schon seit langem um sie wirbt, auf, ihn zurückzubringen. Zum Erstaunen und Entsetzen des Publikums steigt der Ritter gelassen in die Arena und nimmt den Handschuh auf.
Und mit Erstaunen und mit Grauen

Sehen’s die Ritter und Edelfrauen,

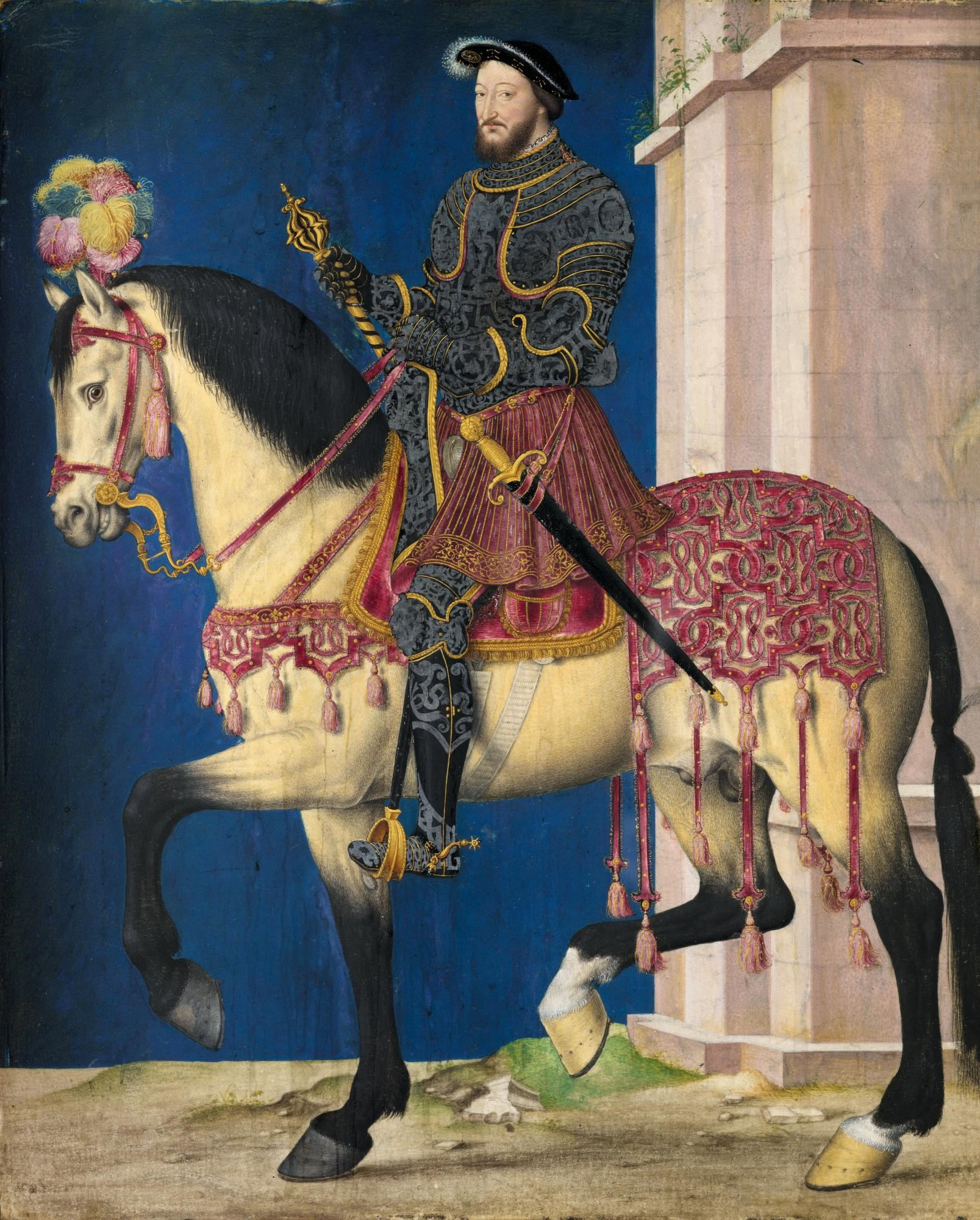
König Franz I.

Und gelassen bringt er den Handschuh zurück.

Da schallt ihm sein Lob aus jedem Munde,

Aber mit zärtlichem Liebesblick –

Er verheißt ihm sein nahes Glück –

Empfängt ihn Fräulein Kunigunde.

Und er wirft ihr den Handschuh ins Gesicht:

„Den Dank, Dame, begehr ich nicht“,

Und verlässt sie zur selben Stunde.
1. ↑  Auf Intervention der Charlotte von Stein ersetzte Schiller den drittletzten Vers durch die harmlosere Fassung „Und der Ritter, sich tief verbeugend, spricht:“

## Herkunft
Die Ballade ist als wahre Geschichte überliefert, Schiller fand sie in den Essais historiques sur Paris des Monsieur Germain-François Poullain de Saint-Foix. Dort heißt es:

„Eines Tages, als Franz I. einem Kampf seiner Löwen zusah, ließ eine Dame ihren Handschuh fallen und sagte zu dem Ritter Delorges: ,Wollt Ihr mich glauben machen, daß Ihr mich liebt, wie Ihr mir alle Tage schwört, so hebt mir den Handschuh auf!‘ Der Handschuh war aber in den Löwenzwinger hinabgefallen. Delorges stieg hinunter, hob den Handschuh aus der Mitte der schrecklichen Tiere auf, stieg wieder zurück, warf ihn der Dame ins Gesicht und wollte sie nie wiedersehen, ungeachtet vieler Anträge von ihrer Seite.“

König Franz I., der Frankreich von 1515 bis 1547 regierte, soll die für seine Löwenkämpfe benötigten Tiere in Paris in der späteren Rue des Lions ‚Straße der Löwen‘ gehalten haben.
Eine frühe Fassung des Stoffs findet sich in den 1490 erschienenen Novellen Bandellos, die u. a. auch Shakespeare als Quelle dienten.

## Andere Bearbeitungen
Die Geschichte wurde auch von anderen Autoren bearbeitet. Leigh Hunt (1784–1859) bleibt in seinem Gedicht The Glove and the Lions etwas näher am Original als Schiller. Im Jahr 1845 veröffentlichte Robert Browning seine Version des Stoffes unter dem Titel The Glove in seinem Werk Dramatic Romances and Lyrics. Im Jahre 1821 veröffentlichte die Wiener allgemeine Theaterzeitung die Parodie Das Schnupftuch.
Es gibt weiterhin eine Vertonung des Stoffes (die allerdings auch auf einem traditionellen Volkslied über das Thema basieren kann) von den Grateful Dead auf ihrem Album Terrapin Station von 1977 mit dem Titel Lady With a Fan. Das dazugehörende englische Volkslied ist bekannt unter den Namen: Lady of Carlisle, Sharp #66, The Bold Lieutenant, The Lion’s Den oder The Lady’s Fan.
Robert Schumann vertonte den Handschuh in seinem Opus 87. Graham Waterhouse komponierte den Text von Schiller im Jahr 2005 für Cello und Sprechstimme.